# Генерал-полковник инженерно-технической службы
Генерал-полковник инженерно-технической службы — воинское звание высшего офицерского состава инженерно-технической службы в Вооружённых Силах СССР в 1943—1971 гг.

## История
Установлено постановлением Государственного комитета обороны СССР от 4 февраля 1943 г. № 2822 «О введении персональных воинских званий инженерно-техническому, юридическому и административному составу Красной Армии» для инженерно-технического состава войск связи, инженерных, химических, железнодорожных, топографических войск.
После отмены в первой половине 1950-х гг. воинских званий генерал-полковник инженерно-авиационной службы, генерал-полковник инженерно-артиллерийской службы, генерал-полковник инженерно-танковой службы и инженер-генерал-полковник оставлено в качестве воинского звания высших офицеров инженерных служб всех родов войск (лица, которым были присвоены упразднённые звания, стали считаться состоящими в воинском звании генерал-полковник инженерно-технической службы).
Воинские звания генералов служб (инженерно-технической, инженерно-артиллерийской, инженерно-танковой, инженерно-технической), включавшие в себя название соответствующей службы при значительном сходстве характера деятельности и выполняемых служебных обязанностей Уставом внутренней службы 1960 года, были сведены в одну — инженерно-техническую, которую включили в воинские звания генералов служб. Например, генерал-полковник инженерно-технической службы.
Указом Президиума Верховного Совета СССР от 18.11.1971 г. № 2319-VIII «О воинских званиях офицерского состава Вооруженных Сил СССР» из воинских званий генералов технической службы исключалось наименование службы (техническая), которое заменялось словом «инженер»: вместо звания генерал-полковник инженерно-технической службы введено звание генерал-полковник-инженер (в соответствии с постановлением Совета Министров СССР от 18 ноября 1971 г. № 846 «Об утверждении Положения о прохождении воинской службы офицерским составом Вооруженных Сил СССР» генерал-полковники инженерно-технической службы стали считаться состоящими в воинском звании генерал-полковник-инженер).
Указом Президиума Верховного Совета СССР от 26.04.1984 из воинских званий генералов родов войск (артиллерии, танковых войск, инженерных войск, войск связи и технических войск) исключалось наименование рода войск, то же коснулось и воинских званий с приставками «инженер» и «интендантской службы» — таким образом звание унифицировалось с общевойсковым званием генерал-полковник.

## Список генерал-полковников инженерно-технической службы
В скобках после имени указана дата присвоения воинского звания.
1. Алексеев, Николай Николаевич (19.02.1968[3])
2. Ванников, Борис Львович (1951[4])
3. Волков, Владимир Иванович (18.02.1958[5])
4. Егоров, Николай Павлович (25.10.1967[6])
5. Ильюшин, Сергей Владимирович (25.10.1967[6])
6. Кобликов, Владимир Николаевич (13.04.1964)
7. Комаровский, Александр Николаевич (16.06.1965[7])
8. Котин, Жозеф Яковлевич (13.11.1965[6])
9. Лебедев, Иван Андрианович (18.02.1958[6])
10. Лосюков, Прохор Алексеевич (18.02.1958)
11. Малышев, Вячеслав Александрович (1951[8])
12. Марков, Иван Васильевич (1951[9])
13. Микоян, Артём Иванович (25.10.1967)
14. Мишук, Михаил Никитович (19.02.1968[6])
15. Паршин, Пётр Иванович (18.11.1944)
16. Покровский, Роман Петрович (19.02.1968[5])
17. Пономарёв, Александр Николаевич (07.05.1960[5])
18. Попов, Николай Михайлович (16.06.1965[10])
19. Репин, Александр Константинович (1951[11])
20. Родимов, Пётр Васильевич (18.02.1958[5])
21. Рябиков, Василий Михайлович (07.05.1966[6])
22. Сорокин, Степан Андреевич (18.02.1958)
23. Толоконников Лев Сергеевич (08.11.1971[6])
24. Туполев, Андрей Николаевич (25.10.1967[6])
25. Устинов, Дмитрий Фёдорович (1951[12])
26. Червяков Николай Фёдорович (21.02.1969[6])
27. Чечулин, Петр Петрович (1951[4])
28. Шахурин, Алексей Иванович (1951[13])
29. Яковлев, Александр Сергеевич (1951[14])